# KF Dinamo Ferizaj
KF Dinamo Ferizaj (alb. Klubi Futbollistik Dinamo Ferizaj, serb. Fudbalski Klub Dinamo Uroševac, serb. cyr. Фудбалски клуб Динамо Урошевац) – kosowski klub piłkarski z siedzibą w mieście Uroševac (alb. Ferizaj), na południu kraju, grający od sezonu 2023/24 w Liga e Parë.

## Historia
Chronologia nazw:
- 2006: KF Dinamo Ferizaj (alb. Klubi Futbollistik Dinamo Ferizaj)

Klub Piłkarski Dinamo została założona we wsi Hajvalia, niedaleko Prisztiny w 2006 roku. Początkowo klub szkolił młodzież. W sezonie 2022/23 zespół startował w Liga e Dytë (D3), zajmując drugie miejsce, i otrzymał promocję do Liga e Parë. Debiutowy sezon 2023/24 na zapleczu Superligi zespół zakończył na drugiej pozycji w grupie A, kwalifikując się do baraży, gdzie przegrał w półfinale z KF Prishtina e Re (3:3 po czasie dodatkowym, w karnych 3:4). W sezonie 2024/25 zajął 4.miejsce w grupie B pierwszej ligi.

## Barwy klubowe, strój, herb, hymn
|  |  |

Klub ma barwy niebiesko-białe. Piłkarze domowe spotkania zazwyczaj grają w niebieskich koszulkach, niebieskich spodenkach oraz niebieskich getrach.

## Sukcesy

### Trofea międzynarodowe
Do chwili obecnej klub jeszcze nigdy nie zakwalifikował się do rozgrywek europejskich.

### Trofea krajowe
| \| \| Zdobyte trofea w rozgrywkach Kosowa (stan na: 31-05-2025) \| |                                                           |      |                  |
| Rozgrywki                                                          | Osiągnięcie                                               | Razy | Sezon(y)         |
| Mistrzostwo                                                        | I miejsce                                                 | 0    |                  |
| Mistrzostwo                                                        | II miejsce                                                | 0    |                  |
| Mistrzostwo                                                        | III miejsce                                               | 0    |                  |
| Puchar                                                             | zdobywca                                                  | 0    |                  |
| Puchar                                                             | finalista                                                 | 0    |                  |
| Puchar                                                             | 1/8 finału                                                | 2    | 2023/24, 2024/25 |
| II liga                                                            | I miejsce                                                 | 0    |                  |
| II liga                                                            | II miejsce                                                | 1    | 2023/24 (gr.A)   |
| II liga                                                            | III miejsce                                               | 0    |                  |
| Kosowo                                                             | Zdobyte trofea w rozgrywkach Kosowa (stan na: 31-05-2025) |      |                  |

- Liga e Dytë e Kosovës (D3):
  - wicemistrz (1x): 2022/23

## Poszczególne sezony

### Rozgrywki międzynarodowe

#### Europejskie puchary
Nie uczestniczył w rozgrywkach europejskich.

### Rozgrywki krajowe
| \| Kosowo \| Bilans występów klubu w rozgrywkach piłkarskich Kosowa (Stan na 31 maja 2025 r.) \| \| |                                                                                  |        |       |   |   |   |    |    |     |           |        |        |      |
| Poziom                                                                                              | Rozgrywki                                                                        | Sezony | Mecze | Z | R | P | B+ | B– | Pkt | Lata      | Awanse | Spadki | Naj. |
| I                                                                                                   | Superliga e Kosovës                                                              | 0      |       |   |   |   |    |    |     |           | 0      | 0      |      |
| II                                                                                                  | Liga e Parë                                                                      | 2      |       |   |   |   |    |    |     | od 2023   | 1      | 0      | 2    |
| III                                                                                                 | Liga e Dytë                                                                      | 1      |       |   |   |   |    |    |     | 2022–2023 | 1      | 0      | 2    |
| IV                                                                                                  | Liga e Tretë                                                                     |        |       |   |   |   |    |    |     |           | 0      | 0      |      |
| | Puchar Kosowa                                                                    | 2      |       |   |   |   |    |    |     | od 2023   | 0      | 0      | 1/8  |
| Kosowo                                                                                              | Bilans występów klubu w rozgrywkach piłkarskich Kosowa (Stan na 31 maja 2025 r.) |        |       |   |   |   |    |    |     |           |        |        |      |

## Piłkarze, trenerzy, prezydenci i właściciele klubu

### Piłkarze

#### Aktualny skład zespołu
Stan na 1 lipca 2025.
| Nr | Poz. | Piłkarz         |
| -- | ---- | --------------- |
| 2  | OB   | Getuar Leci     |
| 3  | OB   | Bleon Axhami    |
| 4  | OB   | Elvis Koraqi    |
| 5  | OB   | Elbasan Thaqi   |
| 6  | OB   | Ardian Shaljani |
| 7  | NA   | Drilon Sadiku   |
| 8  | PO   | Ardian Selimi   |
| 9  | PO   | Kenan Orana     |
| 10 | PO   | Almedin Klinaku |
| 11 | NA   | Daniel Tette    |

| Nr | Poz. | Piłkarz         |
| -- | ---- | --------------- |
| 12 | BR   | Erion Salihu    |
| 14 | PO   | Blend Krasniqi  |
| 15 | PO   | Hasim Gashi     |
| 16 | PO   | Olt Zeqiraj     |
| 17 | PO   | Ramush Ramadani |
| 18 | OB   | Genc Berisha    |
| 19 | PO   | Florim Berisha  |
| 20 | OB   | Eltion Misini   |
| 21 | NA   | Qendrim Bajrami |
| 24 | NA   | Effiong Eyoh    |

### Trenerzy
- 8.03.2024–11.06.2024:  Bylbyl Sokoli
- od 11.06.2024:  Burim Qerkini

## Struktura klubu

### Stadion
Drużyna rozgrywa swoje mecze domowe w Uroševacu na stadionie im. Ismeta Shabaniego (alb. Stadiumi me bari sintetik), który może pomieścić 2500 widzów. 

## Kibice i rywalizacja z innymi klubami

### Derby
- KF Ferizaj